# Ma geisha
Pour plus de détails, voir Fiche technique et Distribution.
Ma geisha (My Geisha) est un film américain réalisé par Jack Cardiff, sorti en 1962.

## Synopsis
Paul Robaix, un réalisateur français installé à Hollywood, va mettre en scène une geisha dans l’adaptation de l’opéra Madame Butterfly tournée au Japon. Son épouse, Lucy Dell, tête d’affiche américaine du cinéma comique, a joué dans tous les films qu’il a réalisés. Mais pour ce rôle, Paul lui préfère une actrice japonaise locale non professionnelle pour conférer plus d’authenticité au film. Par ailleurs, en tournant pour une fois sans sa femme, il pourra démontrer sa réelle valeur comme réalisateur.
Mais Lucy, pourtant rousse aux yeux bleus, parie qu’elle pourrait incarner l’héroïne de Giacomo Puccini, Cio-Cio-San, cette geisha archétype du Japon traditionnel. Elle se rend secrètement au Japon et, avec la complicité du producteur Sam Lewis et avec la geisha Kazumi Ito comme professeur, elle se transforme physiquement en geisha pour se présenter à l'audition sous le nom de Yoko Mori. Paul n’échappe pas au subterfuge et engage la geisha Yoko Mori, qui fait preuve d’un don inné de comédienne sans jamais avoir joué de sa vie.
À un moment du tournage, la pellicule s’avère instable et Paul est appelé en urgence pour visionner les ébauches. Il découvre alors sur le négatif aux couleurs inversées une geisha qui a les yeux bleus de sa femme. Paul fait avouer la supercherie au producteur. Celui-ci lui révèle qu’à l’issue de la première projection publique, il est prévu que Lucy se défasse sur scène de sa perruque de geisha pour provoquer la surprise générale et contribuer ainsi au succès du film. Paul demande à Sam Lewis de ne pas informer Lucy de sa découverte, mais ulcéré par cette mystification qu’il ressent comme une trahison de sa femme, il projette de demander le divorce.
L’intervention spirituelle de Kazumi Ito auprès de Lucy fait comprendre à celle-ci le danger qu’elle fait courir à son couple, et Lucy, après la projection saluée par le public, intervient pour annoncer qu’on ne reverra jamais plus la geisha Yoko Mori au cinéma, car elle s’est retirée au couvent. L’union de Paul et de Lucy est sauvée.

## Fiche technique
- Titre original : My geisha
- Titre français : Ma geisha
- Réalisation : Jack Cardiff
- Scénario : Norman Krasna
- Dialogues : George Tyne
- Direction artistique : Makoto Kikuchi et Hal Pereira
- Costumes : Edith Head
- Maquillages : Frank Westmore (en)
- Photographie : Shunichiro Nakao
- Son : Harold Lewis et Charles Grenzbach
- Montage : Archie Marshek
- Musique : Franz Waxman
- Production : Steve Parker
- Sociétés de production : Paramount Pictures (États-Unis), Sachiko Productions (États-Unis)
- Société de distribution : Paramount Pictures
- Pays de production : États-Unis
- Langues originales : anglais, japonais
- Format : 35 mm — couleur (Technicolor) — 2,35:1 (Technirama) — son monophonique
- Genre : comédie
- Durée : 119 minutes
- Dates de sortie :
  - États-Unis : 13 juin 1962
  - France : 21 février 1962
- (fr) Classification CNC : tous publics (visa d'exploitation no 25837 délivré le 22 janvier 1962)
- Affiche : Macario Gómez Quibus (Espagne)

## Distribution
- Shirley MacLaine (VF : Nicole Riche) : Lucy Dell / Yoko Mori
- Yves Montand (VF : lui-même): Paul Robaix
- Edward G. Robinson (VF : Raymond Rognoni) : le producteur Sam Lewis
- Robert Cummings (VF : Gabriel Cattand) : Bob Moore
- Yoko Tani (VF : elle-même) : Kazumi Ito
- Tatsuo Saitō : Kenichi Takata
- Alex Gerry : Leonard Lewis
- Tamae Kyokawa : Amatsu Hisako
- Ichirô Hayakawa : Hisako

Studio de doublage : Général Productions (Paris)
Direction artistique : Isy Pront et Claude Péran
Adaptation française : C. A. Grosjean

## Musique additionnelle
Extraits de l'opéra Madame Butterfly de Giacomo Puccini, orchestre dirigé par Franz Waxman :
- Michiku Sunahara, soprano (Cio-Cio-San, « Madame Butterfly »), voix chantée de Shirley MacLaine.
- Barry Morell, ténor (le lieutenant Benjamin Franklin Pinkerton), voix chantée de Robert Cummings.

## Nomination
- Oscars 1963 : Edith Head nommée pour l'Oscar de la meilleure création de costumes.

## Production

### Scénario
- Shirley MacLaine[1] : « Steve[2] produisait le film qui devait être entièrement tourné au Japon. J'étais ravie que nous puissions travailler ensemble. […] Mais je ne le voyais guère. […] Le scénario avait été écrit par Norman Krasna qui était aussi l'auteur de celui du Milliardaire. Il s'était inspiré d'une pièce de théâtre française. »

### Tournage
- Extérieurs : 
  - Kyoto, Hakone et Miyajima (Japon).
  - Los Angeles (séquence au début du film dans la résidence de Paul et Lucy)
- Intérieurs : Paramount Studios (Hollywood/Los Angeles, Californie).
- Shirley MacLaine[1] : « L’un des problèmes les plus difficiles à résoudre a été le maquillage qui devait être absolument convaincant. Comment Frank Westmore allait-il me transformer en Japonaise ? Nous avons commencé par utiliser des sortes de prothèses oculaires, mais chaque fois que je clignais des yeux, on voyait l’espace entre mes paupières et la surface de plastique. J’avais l’air ridicule et les essais furent épouvantables. Sur place, nous ne pouvions pas recourir à un laboratoire de prothèses, et les maquilleurs japonais n’avaient jamais rencontré pareil problème ! […] Je pouvais utiliser des verres de contact pour cacher le bleu de mes yeux et beaucoup de poudre de riz pour couvrir mes taches de rousseur. Mais comment modifier la forme de mes yeux ? C’est Westmore qui résolut le problème. Fouillant dans ses poches, il en tira une poignée de préservatifs. Il découpa en forme d’amande un morceau de caoutchouc qu’il me colla sur la paupière. En mettant du maquillage sur le caoutchouc, on ne voyait plus les jointures. Je pouvais cligner des yeux. »

## Accueil
« Ce film, dont on pouvait attendre le pire, se révèle en fait, par son absence de prétention et une habileté de bon aloi, comme une fort plaisante œuvrette. Shirley MacLaine est égale à elle-même, Montand commence à faire de nets progrès. »

— Cahiers du cinéma, no 130, avril 1962.